# Peter de Jager
Pour les articles homonymes, voir De Jager ou De Jaeger et Jager.
Peter de Jager est un ancien employé canadien d'IBM.

## Biographie
À partir de 1980 environ, Peter de Jager a alerté en interne chez IBM sur le risque constitué par le passage informatique à l'an 2000, qui fut surnommé par la suite Y2K aux États-Unis, correspondant à ce que les administrations françaises appelaient le bogue de l'an 2000.
En 1995, Peter de Jager a fait un discours devant le Sénat des États-Unis, et ouvert le site web year2000.com.
En l'an 2000, il a revendu les droits sur son site, et a lancé une activité de consultant en change management.

## Citation
- Believe me, it's true, sur Year2000.com (à partir de 1995).